# ARA 9 de Julio (1892)
Pour les autres navires du même nom, voir ARA 9 de Julio.
L'ARA 9 de Julio est un croiseur protégé lancé en 1891 en Angleterre. Commandé par l'Argentine dans un contexte de course à l'armement en Amérique du Sud, il est terminé en 1839 et reste en service dans la Marine argentine jusqu'en 1930.